# Südossetien
Südossetien (ossetisch Хуссар Ирыстон Chussar Iryston; russisch Южная Осетия Juschnaja Ossetija; georgisch სამხრეთი ოსეთი Samchreti Osseti) ist eine gebirgige Region unmittelbar südlich des Kamms des Großen Kaukasus. Das nach offiziellen Angaben 51.547 Einwohner zählende und rund 3885 km² große Gebiet ist völkerrechtlich Teil Georgiens, entzieht sich aber seit 1990 mit Hilfe russischer Truppen der Kontrolle der Zentralregierung in Tiflis.
Südossetien ist seither als Republik Südossetien de facto unabhängig. Seine Souveränität wird international lediglich von fünf Staaten anerkannt: Russland, Nicaragua, Venezuela, Nauru und Syrien. Zusammen mit den ebenfalls von Russland protegierten Regionen Transnistrien und Abchasien sowie bis 2023 auch Arzach, die alle zur früheren Sowjetunion gehörten, bildet Südossetien die Gemeinschaft nicht-anerkannter Staaten, die ihre Souveränitätsbestrebungen gegenseitig unterstützen. Georgien beansprucht Südossetien weiterhin als Bestandteil seines Staatsgebiets.

## Geographie
Die Hauptstadt ist Zchinwali. Das Gebiet grenzt im Norden an die zu Russland gehörende Republik Nordossetien-Alanien und liegt überwiegend auf dem Gebiet der georgischen Region Innerkartlien (Schida Kartli). Es umfasst eine Fläche von 3885 Quadratkilometern.
Das auf der Südseite des Kaukasus-Hauptkamms gelegene, gebirgige Land liegt auf einer Höhe von 1000 bis fast 4000 Metern über dem Meeresspiegel. Der höchste Punkt ist der Chalaza (oder Chalaschoch) mit 3938 m, der im Nordwesten nahe der russischen Grenze liegt. Der Kaukasus-Kamm bildet die Nordgrenze. Im Westen wird Südossetien vom in Nord-Süd-Richtung verlaufenden Lichi-Gebirge und dem Ratscha-Gebirge begrenzt.
Südossetien entwässert fast vollständig in den Kura, der dem Kaspischen Meer zufließt. Im Süden erreicht das Territorium fast den Georgien in West-Ost-Richtung durchfließenden Fluss, der aber nirgends durch Südossetien selbst verläuft. Der in den Kura mündende Große Liachwi ist der größte Fluss der Region. Im Osten des Landes fließt der Ksani. Der nordwestliche Landesteil hinter dem Kamm des Lichi-Gebirges und Ratscha-Gebirges entwässert über den Rioni in das Schwarze Meer. Zu dessen wichtigen Zuflüssen aus Südossetien gehören Dschedschora und Qwirila.

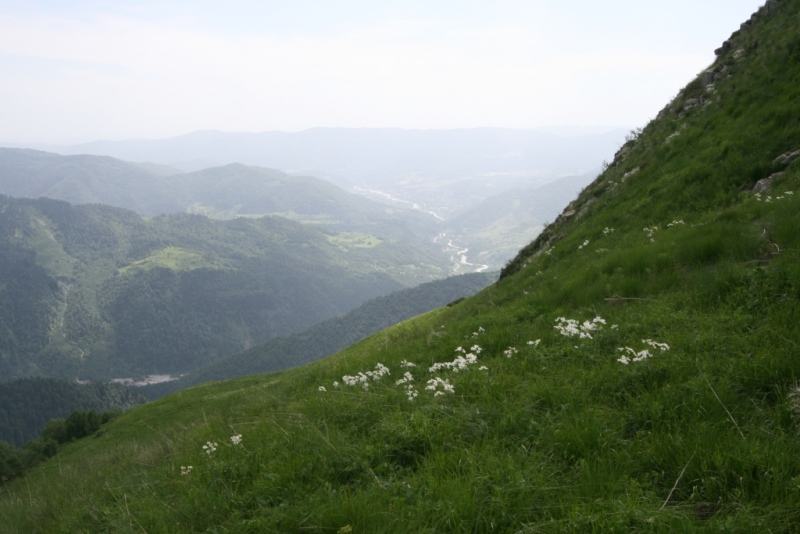
Schlucht in Südossetien

## Bevölkerung

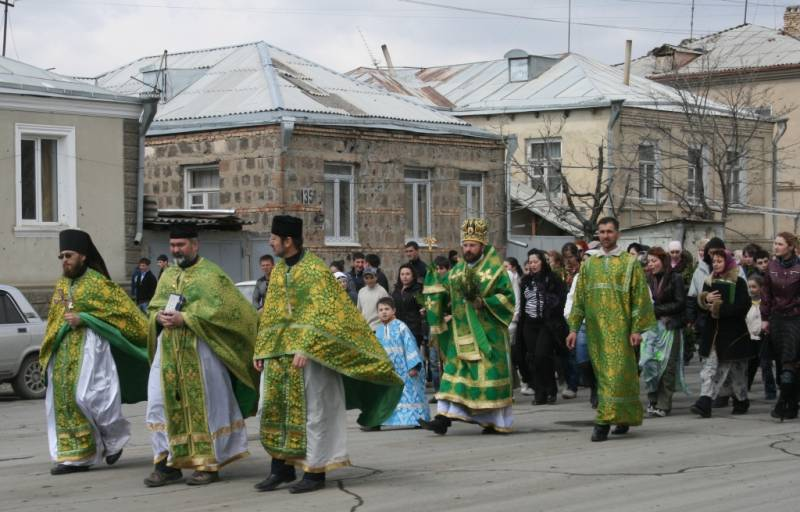
Palmsonntagsprozession in Zchinwali

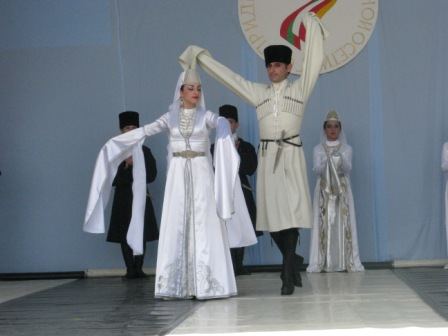
Südossetische Lesginka, ossetisch: silgä kaft/tymbyl kaft

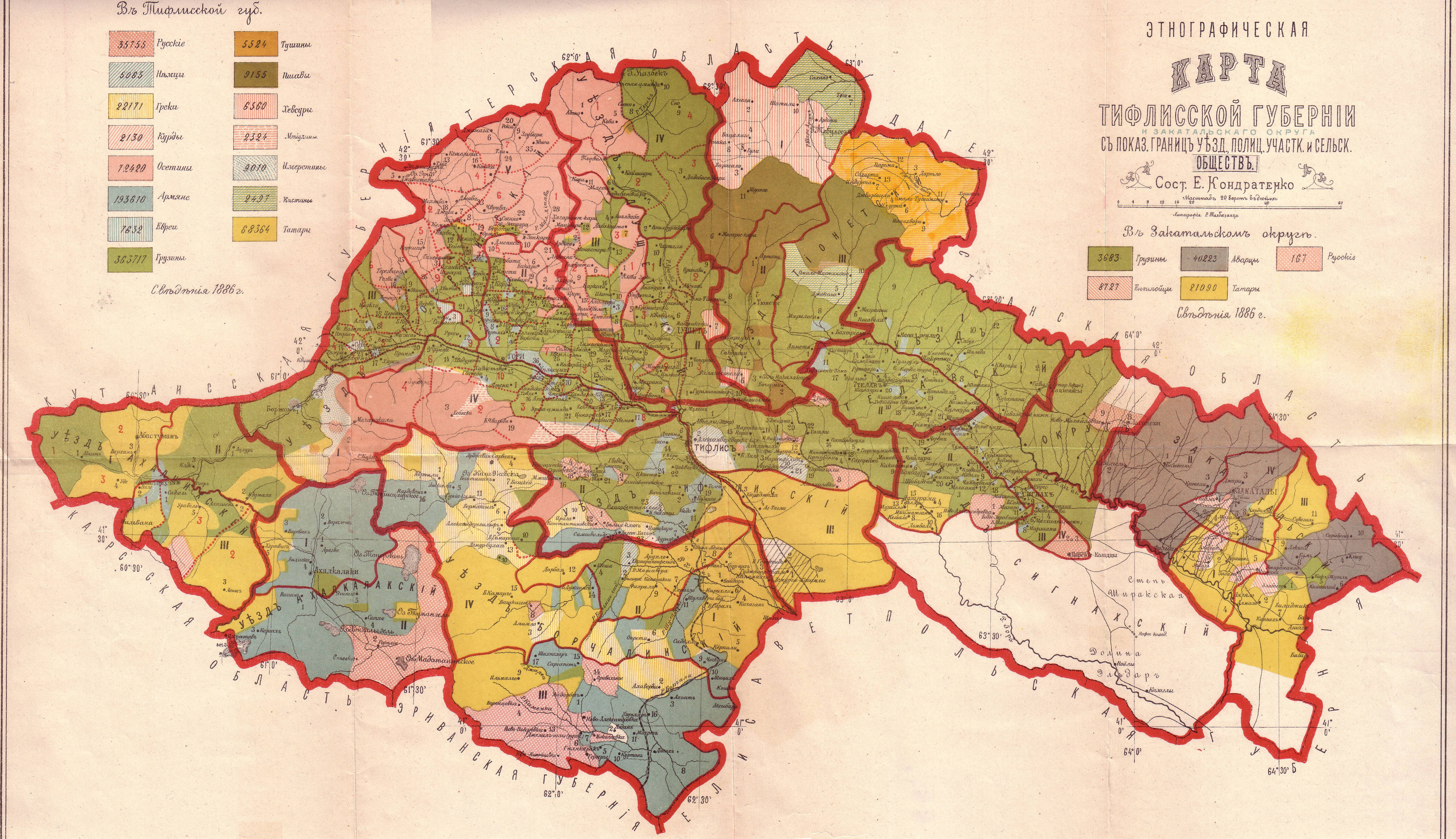
Sprachenkarte des Gouvernement Tiflis im Jahre 1886 – Die ossetische Sprache ist hier als lachsfarben verzeichnet

### Ethnien
Südossetien ist eine äußerst dünn besiedelte Region. Bei der Volkszählung 1989 waren etwa zwei Drittel der Bevölkerung Südossetiens ethnische Osseten, 29 % waren Georgier, die restlichen knapp 5 % setzten sich aus anderen Minderheiten zusammen, insbesondere aus Russen und Armeniern. Die Gemeinde der südossetischen Juden (meistens georgische Juden, selten Aschkenasim) war bereits vor 1989 auf weniger als 700 Personen geschrumpft.
Seit Südossetien 1922 an die Georgische SSR angeschlossen worden war, hatten sich die Bevölkerungsverhältnisse leicht zugunsten der Georgier verändert, der Anteil der Osseten sank von über 70 % im Jahr 1922 auf 66,1 % im Jahr 1989. Zwischen 1918 und 1921 wurden tausende Osseten durch Truppen der Demokratischen Republik Georgien getötet oder vertrieben, weshalb der Anteil der Osseten vor 1918 noch einmal deutlich höher gewesen sein könnte.
95 % der Einwohner haben inzwischen zusätzlich die russische Staatsbürgerschaft angenommen und sind dadurch von der Visumsregelung Russlands ausgenommen, die etwa für georgische Staatsangehörige gilt. Im Zusammenhang mit dem Konflikt um Südossetien und dem damit verbundenen wirtschaftlichen Niedergang nahm die Einwohnerzahl nach dem Zusammenbruch der Sowjetunion stetig ab. Die genaue Bevölkerungszahl ist heute nicht bekannt. Eine Schätzung aus dem Jahr 2010 vermutete nur noch etwa 30.000 Menschen in Südossetien, davon etwa 2.500 Georgier. Die südossetische Regierung gibt die Bevölkerungszahl dagegen mit etwa 72.000 an, die Nachrichtenagentur RIA Novosti schätzte die Einwohnerzahl auf etwa 80.000.
Die Mehrheit der Bevölkerung ist christlich-orthodox, es gibt jedoch auch einige muslimische Osseten.
|          | Zensus 1926     | Zensus 1939     | Zensus 1959     | Zensus 1970     | Zensus 1979     | Zensus 1989     | Zensus 2007     | Zensus 2012     | Zensus 2015     |
| -------- | --------------- | --------------- | --------------- | --------------- | --------------- | --------------- | --------------- | --------------- | --------------- |
| Osseten  | 60.351 (69,1 %) | 72.266 (68,1 %) | 63.698 (65,8 %) | 66.073 (66,5 %) | 65.077 (66,4 %) | 65.223 (66,2 %) | 47.000 (67,1 %) | 45.950 (89,1 %) | 48.146 (89,9 %) |
| Georgier | 23.538 (26,9 %) | 27,525 (25,9 %) | 26.584 (27,5 %) | 28.125 (28,3 %) | 28.187 (28,8 %) | 28.544 (29,0 %) | 17.500 (25,0 %) | 4.590 (8,9 %)   | 3.966 (7,4 %)   |
| Russen   | 157 (0,2 %)     | 2.111 (2,0 %)   | 2.380 (2,5 %)   | 1.574 (1,6 %)   | 2.046 (2,1 %)   | 2.128 (2,2 %)   | 2.100 (3,0 %)   | 515 (1,0 %)     | 610 (1,1 %)     |
| Armenier | 1.374 (1,6 %)   | 1.537 (1,4 %)   | 1.555 (1,6 %)   | 1.254 (1,3 %)   | 953 (1,0 %)     | 984 (1,0 %)     | 900 (1,3 %)     | –               | –               |
| Juden    | 1.739 (2,0 %)   | 1.979 (1,9 %)   | 1.723 (1,8 %)   | 1.485 (1,5 %)   | 654 (0,7 %)     | 396 (0,4 %)     | 650 (0,9 %)     | –               | –               |
| Andere   | 216 (0,2 %)     | 700 (0,7 %)     | 867 (0,9 %)     | 910 (0,9 %)     | 1.071 (1,1 %)   | 1.243 (1,3 %)   | 1.850 (2,6 %)   | 515 (1,0 %)     | 810 (1,5 %)     |
| Gesamt   | 87.375          | 106.118         | 96.807          | 99.421          | 97.988          | 98.527          | 70.000          | 51.572          | 53.532          |

### Sprachen

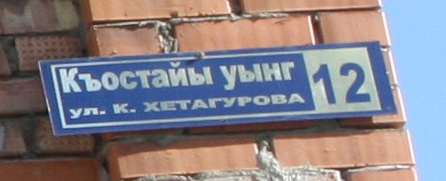
Zweisprachiges Straßenschild in Kwaissa (Ossetisch: Къостайы уынг, „Kosta-Straße“, Russisch: ул. К. Хетагурова, „K.-Chetagurow-Straße“, beide mit Bezug auf den osset. Dichter Kosta Chetagurow)

Die offiziellen Sprachen Südossetiens sind Ossetisch und Russisch. Bei einem Referendum aus dem Jahr 2011 stimmten etwa 83,5 % der Bevölkerung dafür, Russisch neben Ossetisch zur zweiten Staatssprache zu machen. Russisch war bereits zuvor eine offizielle Sprache, wurde durch diesen Schritt aber dem Ossetischen rechtlich gleichgestellt. Dem Georgischen wird in einigen Regionen ebenfalls eine offizielle Stellung zugestanden. Die lokale Variante des Ossetischen ist das Ironische. Am verbreitetsten ist dabei der kudarische Dialekt, weiter auch die Dialekte Ksanisch und Urstualisch. Die ironischen Dialekte Südossetiens weisen – im Gegensatz zum Ironischen Nordossetiens – zahlreiche Entlehnungen aus dem Georgischen auf. Nahezu die gesamte Bevölkerung beherrscht darüber hinaus das Russische, das eine Sonderrolle im öffentlichen Leben und in der Wirtschaft einnimmt. Die georgische Sprache ist hauptsächlich unter der georgischstämmigen Bevölkerung verbreitet und wird von Osseten meist nicht beherrscht.

## Geschichte

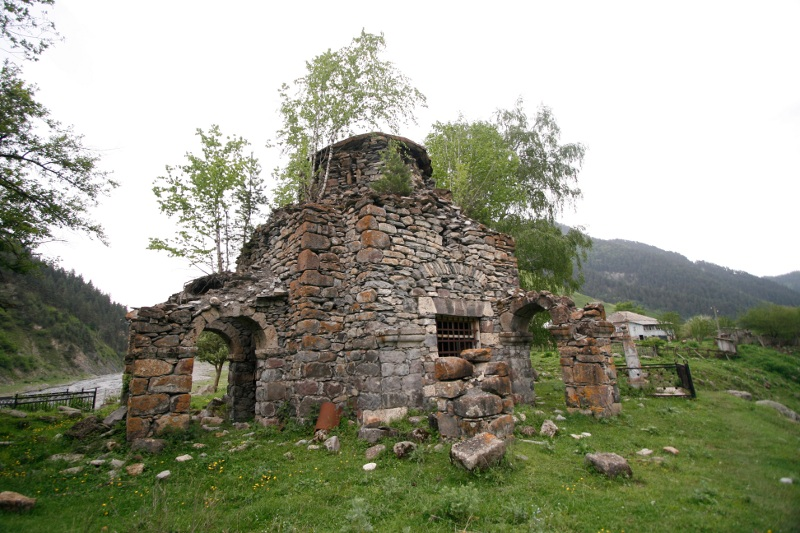
Ruine in Sgubiri

Die iranischsprachigen Osseten, wohl direkte Nachfahren der Alanen, wanderten in der Antike aus Gebieten südlich des Don in den Kaukasus ein. Im Mittelalter hieß das heute unter anderem von Osseten besiedelte Gebiet südlich des Kaukasus-Hauptkamms Samatschablo und war im Besitz der georgischen Fürsten Matschabeli. Samatschablo gehörte zunächst zum Königreich Georgien, später zum georgischen Königreich Kachetien, dann zum Königreich Kartli-Kachetien. Im 17./ 18. Jahrhundert wurden die heutigen Südosseten aus dem Nordkaukasus vertrieben und wanderten nach Georgien aus, häufig wurden sie von georgischen Adligen aus den Bergen heraus südlicher angesiedelt. Im Laufe der Zeit wurden sie die Mehrheit in der Region. Nach der Annexion Kartlien-Kachetiens durch Russland wurde es 1801 Teil des russischen Gouvernements Tiflis (russisch: Tiflisskaja Gubernija). 1842 wurde die russische Verwaltungseinheit Okrug Ossetien (Kreis Ossetien) gegründet, in der damals etwa 60.000 Osseten lebten.

### Georgisch-Südossetischer Konflikt 1918–1920

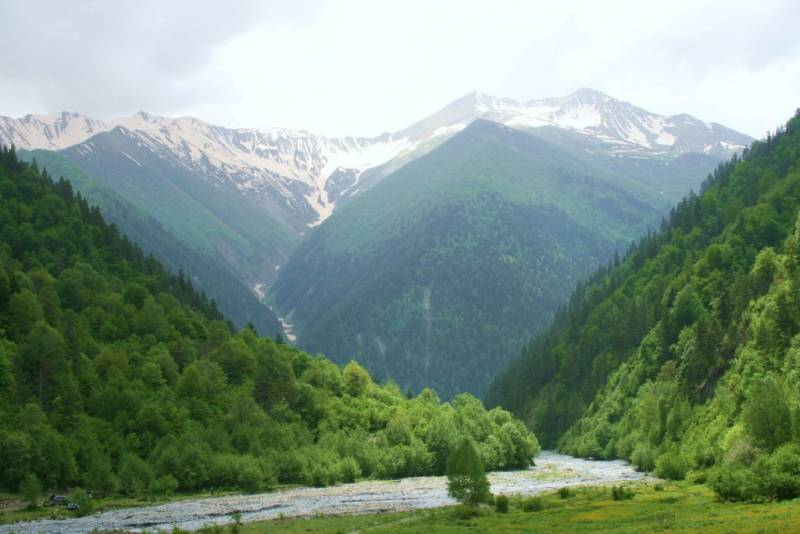
Landschaft in Südossetien

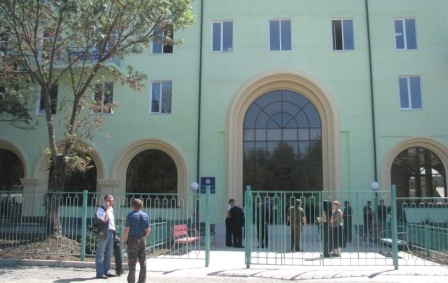
Gebäude der Südossetischen Staatlichen Universität

Nachdem das Russische Reich zerfallen war, entstand die Demokratische Republik Georgien und ihre Regierung beanspruchte Gebiete, die vor der russischen Annexion jahrhundertelang mehrheitlich von Georgiern bewohnt waren, darunter das heutige Südossetien. 1918 brachen durch Bolschewiki angestiftete Aufstände gegen die georgische Verwaltung aus. Die Selbstverwaltung der Region aus russischen Zeiten wurde daraufhin aufgehoben, weshalb es zu größeren Aufständen und schließlich zum sogenannten georgisch-südossetischen Konflikt von 1918–1920 kam. Bis 1920 kamen tausende Menschen, darunter etwa 5000 Osseten ums Leben. Die meisten von ihnen starben infolge von Hungersnot und Krankheiten. Anschließend ließen sich viele Georgier in verlassenen Orten der Region nieder. Südossetien wurde in Georgien eingegliedert. Das Ereignis wurde 2006 von der Regierung Abchasiens, einer weiteren umstrittenen Region in Georgien, als durch Georgier verübter Genozid deklariert. Die Behauptungen der separatistischen Regierungen und Russlands werden von Georgien als verzerrte und übertriebene Darstellung eines zudem durch Bolschewiki aufgewiegelten und angestifteten Konfliktes verworfen. Ihre Schwere wird von georgischer Seite jedoch anerkannt.

### Zugehörigkeit zur Sowjetunion
Schon 1921 wurde die Demokratische Republik Georgien durch die Sowjetunion annektiert. Das Gebiet des heutigen Südossetiens wurde als Südossetisches Autonomes Gebiet am 20. April 1922 ein Teil der Georgischen SSR innerhalb der Sowjetunion. Im Autonomen Gebiet waren weitreichende kulturelle Sonderrechte für die ossetische Bevölkerung vorgesehen.
Insbesondere während der Zeit des Stalinismus kam es zu scharfen Repressionen gegen Osseten in Südossetien, so wurde dort etwa die Ossetische Sprache zwangsweise bis 1954 im georgischen Alphabet geschrieben, während in Nordossetien weiterhin das kyrillische Alphabet verwendet wurde. Im Zuge der Tauwetterperiode wurden viele Autonomierechte für Südossetien erneut wieder eingeführt.

### Georgisch-südossetischer Krieg 1991–1992

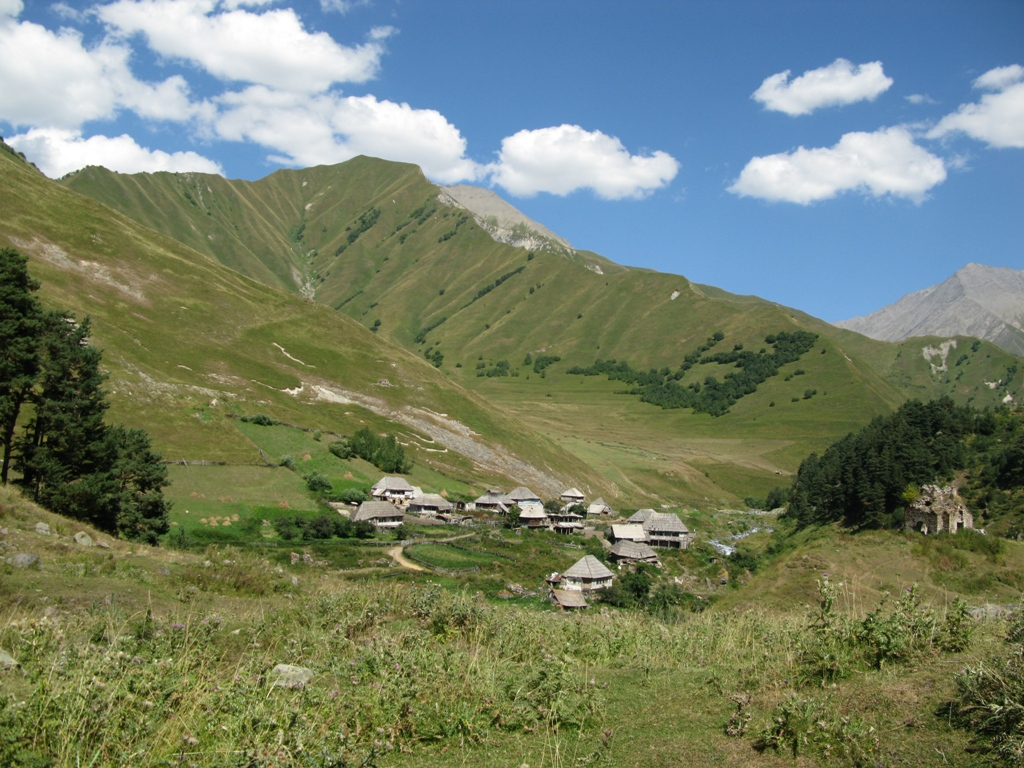
Bergdorf Edisa

Im August 1989 wurde in der Georgischen Sowjetrepublik ein „Programm für die georgische Sprache“ beschlossen, das nicht nur die Förderung der georgischen Sprache zum Ziel hatte, sondern auch die Umsiedlung ethnischer Georgier in von Minderheiten bewohnte Gebiete und die Aufstellung militärischer Einheiten, in die ausschließlich Georgier aufgenommen werden durften. Die ethnischen Minderheiten des Landes fühlten sich von dieser nationalistischen Politik bedroht und in Teilen Georgiens, darunter Südossetien und Abchasien, kam es zu ersten Unruhen.
Am 10. November 1989 beschloss der Oberste Sowjet des Autonomen Gebiets Südossetien die Gründung einer Südossetischen Autonomen Sowjetrepublik, was deutlich erweiterte Autonomierechte zur Folge gehabt hätte. Die Entscheidung wurde am 16. November vom Präsidium des Obersten Sowjets der Georgischen SSR für unwirksam erklärt. Es kam zum Georgisch-Südossetischen Krieg. Georgische Nationalisten belagerten Zchinwali. Truppen des sowjetischen Innenministeriums versuchten, die verfeindeten Seiten zu trennen.
Am 20. September 1990 erklärte sich Südossetien als Demokratische Sowjetrepublik für unabhängig. Georgische Milizen marschierten in das Gebiet ein. In Zchinwali wurden von Georgiern Häuser angezündet. Russland entsandte Truppen. Die Kämpfe forderten etwa 2000 Tote auf beiden Seiten. Etwa 100.000 Osseten flohen aus Georgien und Südossetien nach Russland, 20.000 Georgier flohen nach Georgien, zumeist nach Tiflis. Im Dezember 1990 wurde der Ausnahmezustand über Südossetien verhängt. Am 1. September 1991 benannte sich das Gebiet in Republik Südossetien um. Am 6. September 1991 brach Georgien unter Präsident Swiad Gamsachurdia die offiziellen Beziehungen zur Sowjetunion ab. Am 25. November 1991 hob der georgische Oberste Sowjet den Ausnahmezustand über Südossetien wieder auf und drei Tage später erklärte sich Südossetien erneut für unabhängig. Snaur Gassijew wurde vom südossetischen Obersten Sowjet zum Parlaments- und Ministerpräsidenten gewählt. Regierungschef wurde Oleg Tesejew. Südossetien umfasste 1991 rund 125.000 Einwohner, davon 66 Prozent Osseten und 29 Prozent Georgier. In einem Referendum über das Autonome Gebiet Südossetien sprachen sich am 19. Januar 1992 über 90 Prozent der Teilnehmer für die Unabhängigkeit von Georgien und den Anschluss an das zu Russland gehörende Nordossetien aus. Am 25. April 1992 wurden die ehemaligen Sondertruppen des sowjetischen Innenministeriums abgezogen, was zu heftigen Kämpfen zwischen südossetischen und georgischen Einheiten führte.

### Einsatz einer Friedenstruppe 1992

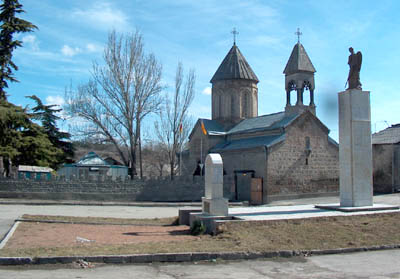
Denkmal für die Opfer des georgisch-ossetischen Krieges 1992 in Zchinwali

Seit dem Zerfall der Sowjetunion zum 1. Januar 1992 und dem Abzug der sowjetischen Truppen eskalierte der Konflikt erneut. Am 24. Juni 1992 unterzeichneten der russische Präsident Boris Jelzin und Georgiens Präsident Eduard Schewardnadse in Dagomys ein Waffenstillstandsabkommen und die Aufstellung einer 1500 Soldaten umfassenden Friedenstruppe, die aus Russen, Osseten und Georgiern besteht. Sie wurde von einer Gemischten Kontrollkommission, in der Georgien, Russland, Süd- und Nordossetien vertreten sind, beaufsichtigt. Georgien zog daraufhin seine Truppen aus Südossetien ab. Im Unterschied zur ersten Anwesenheit sowjetischer Friedenstruppen in Südossetien von 1990 bis Januar 1992, als diese noch per Auftrag neutral, vor Ort aber teilweise widersprüchlich agierten, beobachteten diesmal georgische und internationale Experten, dass russische Kontingente der Friedenstruppe (ähnlich wie in Abchasien) zunehmend auf separatistisch-südossetischer Seite eingriffen. Umstritten ist, ob die Ursache in einer Teilungsstrategie russischer Militärstrategen oder eher in anarchischen Situationsentscheidungen einiger Befehlshaber vor Ort liegt.
Nach einer Verbesserung der georgisch-russischen Beziehungen unter dem georgischen Präsidenten Eduard Schewardnadse unterzeichneten am 15. Mai 1993 der russische Verteidigungsminister Gratschow und sein georgischer Amtskollege Karkaraschwili ein Abkommen über den vollständigen Abzug der russischen Truppen aus Georgien bis Ende 1995. Allerdings sicherten russische Truppen auf Bitten der georgischen Regierung unter Schewardnadse wichtige Bahn- und Hafenanlagen gegen Anhänger des ehemaligen Präsidenten Gamsachurdia in Westgeorgien und erhielten am 3. Februar 1994 die Erlaubnis, in Georgien drei Militärstützpunkten mit rund 20.000 Soldaten zu errichten, die nach dem auslaufenden Abkommen für 25 Jahre stationiert bleiben konnten.
Am 27. August 1996 unterzeichneten Georgiens Präsident Schewardnadse und der Parlamentspräsident und spätere Präsident Südossetiens Ludwig Tschibirow nach einem Treffen in Wladikawkas eine Erklärung, nach welcher von beiden Seiten eine Lösung des Konflikts gemäß den „Prinzipien der territorialen Integrität und des Rechtes der Völker auf Selbstbestimmung“ angestrebt werde.

### Drei-Stufen-Plan Saakaschwilis 2004

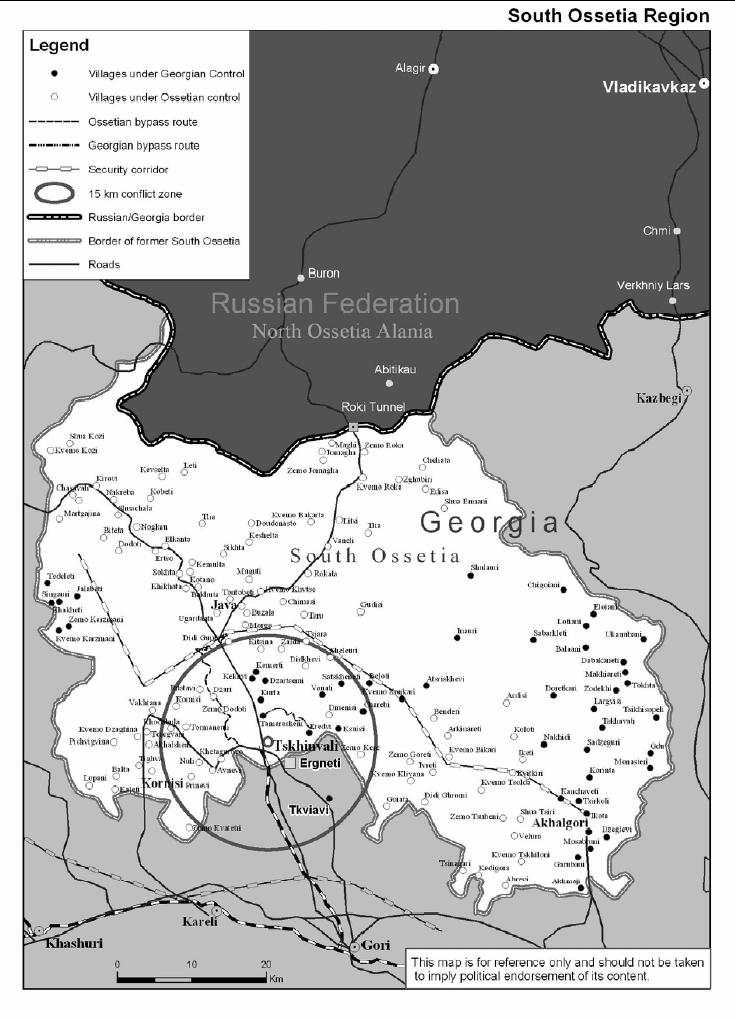
Von Sezessionisten und Regierungstruppen kontrollierte Gebiete 2004

Die Regierung in Tiflis beabsichtigte nach offiziellen Angaben, Südossetien nach dem Modell des Machtwechsels in Adscharien wieder in Georgien einzugliedern. Präsident Micheil Saakaschwili legte am 22. September 2004 vor der UN-Generalversammlung einen Drei-Stufen-Plan zur Beilegung der Konflikte in Südossetien und Abchasien und Rückführung der Gebiete unter georgische Herrschaft vor. Die Regierungen von Südossetien und Abchasien wiesen den georgischen Plan zurück.
Im Mai 2004 errichtete Georgiens Regierung zehn Kilometer von Zchinwali entfernt an der von Russland kommenden Transkaukasischen Fernstraße einen Polizeikontrollpunkt und verlegte Spezialeinheiten und Truppen des Innenministeriums an den Kontrollpunkt, um das Gebiet zu isolieren. Südossetiens Regierung reagierte mit der Verhaftung von 50 georgischen Soldaten, die später wieder freigelassen wurden. Immer wieder kam es zu Schusswechseln zwischen georgischen und südossetischen Verbänden.

### Waffenstillstandsbrüche

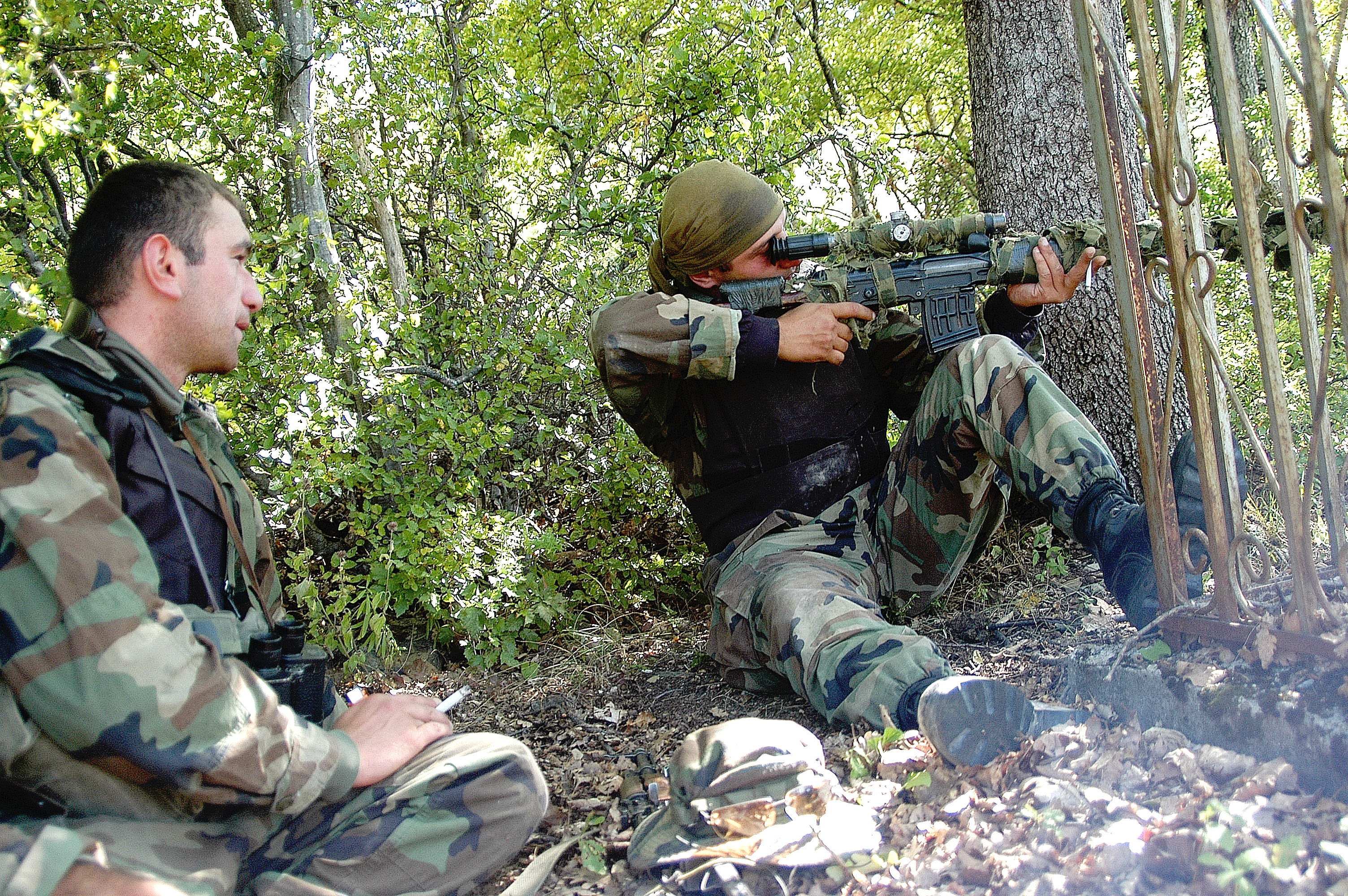
Georgische Soldaten (2004)

Am 11. Juli 2004 verständigten sich Georgien und Südossetien auf einen Waffenstillstand, unterzeichneten vier Tage später in Moskau ein Protokoll, das eine Entmilitarisierung Südossetiens vorsah. Georgien sollte außer 500 Friedenssoldaten alle Einheiten abziehen, Südossetien abchasische und russische Truppen aus dem Land weisen. Am 5. November 2004 wurde die Entmilitarisierung vertraglich vereinbart.
Zu einem Ende der gewalttätigen Auseinandersetzungen kam es aber nicht. Am 20. September 2005 wurde die südossetische Hauptstadt Zchinwali von der georgischen Armee mit Mörsern beschossen. Georgiens Parlamentspräsidentin Nino Burdschanadse drohte gleichzeitig das im Juni 1992 geschlossene Waffenstillstandsabkommen von Dagomys zu kündigen. Sie machte dies von der Beendigung der Unterstützung der russischen Friedenstruppen in Südossetien nach dem 15. Juni 2006 abhängig. Die USA forderten von Russland, die südossetische Regierung nicht länger zu unterstützen. Andererseits verdeutlichten sie der georgischen Regierung zugleich, dass sie eine Gewalteskalation nicht mittragen würden.

### Referendum im November 2006
Am 12. November 2006 wurden in Südossetien Präsidentschaftswahlen und ein Referendum über die Unabhängigkeit von Georgien durchgeführt. Nach Angaben der Zentralen Wahlkommission nahmen 52.000 Südosseten am Referendum teil. Als Ergebnis wurde eine 99-prozentige Zustimmung zur Unabhängigkeit und 96 Prozent Zustimmung für die Wiederwahl Präsident Kokoitys verkündet. Ethnischen Georgiern war die Teilnahme an der Wahl verwehrt worden.
Die EU, der Europarat, die OSZE, die USA und die NATO verurteilten das Referendum, weil es die Spannungen in der Region steigere, statt sie zu verringern. Lediglich Abchasien und die russischen Republiken Nordossetien-Alanien und Karatschai-Tscherkessien haben das Referendum vorbehaltlos unterstützt. Russland bezeichnete das Referendum als „Ausdruck freien Willens“, das „berücksichtigt“ werden müsse. Zwar betonten russische Politiker, Südossetien werde auch nach der Abstimmung nicht anerkannt oder aufgenommen, allerdings hieß es gleichzeitig, dass die russische Position diesbezüglich von der Entwicklung der Situation im Kosovo abhängen würde. Falls die Weltgemeinschaft irgendwann die volle Unabhängigkeit des Kosovos akzeptiere, müssten auch die gleichen Maßstäbe für die nach Unabhängigkeit strebenden georgischen Regionen angelegt werden. Die Vereinigten Staaten unterstützten dagegen „die territoriale Integrität Georgiens und die friedliche Beilegung des separatistischen Konflikts in Südossetien“.
Als Reaktion auf das Referendum wurden gleichzeitig in den von Georgien kontrollierten Teilen Südossetiens ein alternatives Referendum und Präsidentschaftswahlen abgehalten. Dabei ging es um die Frage, ob Südossetien mit Georgien in einer Föderation wiedervereint werden solle. Nach Angaben der dortigen Wahlkommission nahmen 42.000 Südosseten an den Wahlen teil. Über 94 % der dort lebenden Einwohner stimmten für eine Wiedervereinigung mit Georgien, ebenfalls über 94 % für den früheren südossetischen Premierminister Dmitri Sanakojew als Präsidenten.

### Provisorische Verwaltung durch Georgien

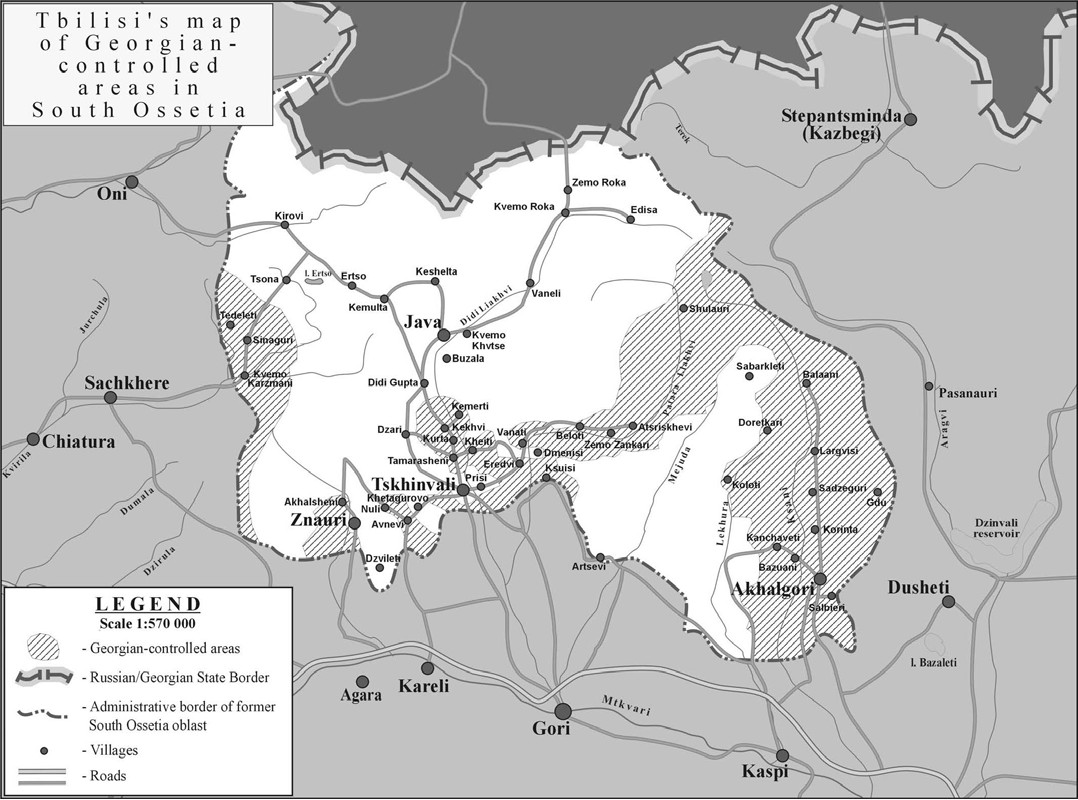
Südossetien mit Kennzeichnung der nach georgischen Angaben vor August 2008 von Georgien kontrollierten Gebiete

Als Konsequenz aus dem alternativen Referendum wurde für die unter georgischer Kontrolle stehenden Teile Südossetiens eine Alternative Regierung von Südossetien gebildet, die zunächst keinen offiziellen Status hatte. Am 13. April 2007 beschloss das georgische Parlament die Einrichtung der Provisorischen Verwaltung von Südossetien mit Sitz in Kurta. Am 10. Mai 2007 wurde Dmitri Sanakojew zum Oberhaupt der Provisorischen Verwaltung von Südossetien ernannt.

### Kaukasuskrieg 2008

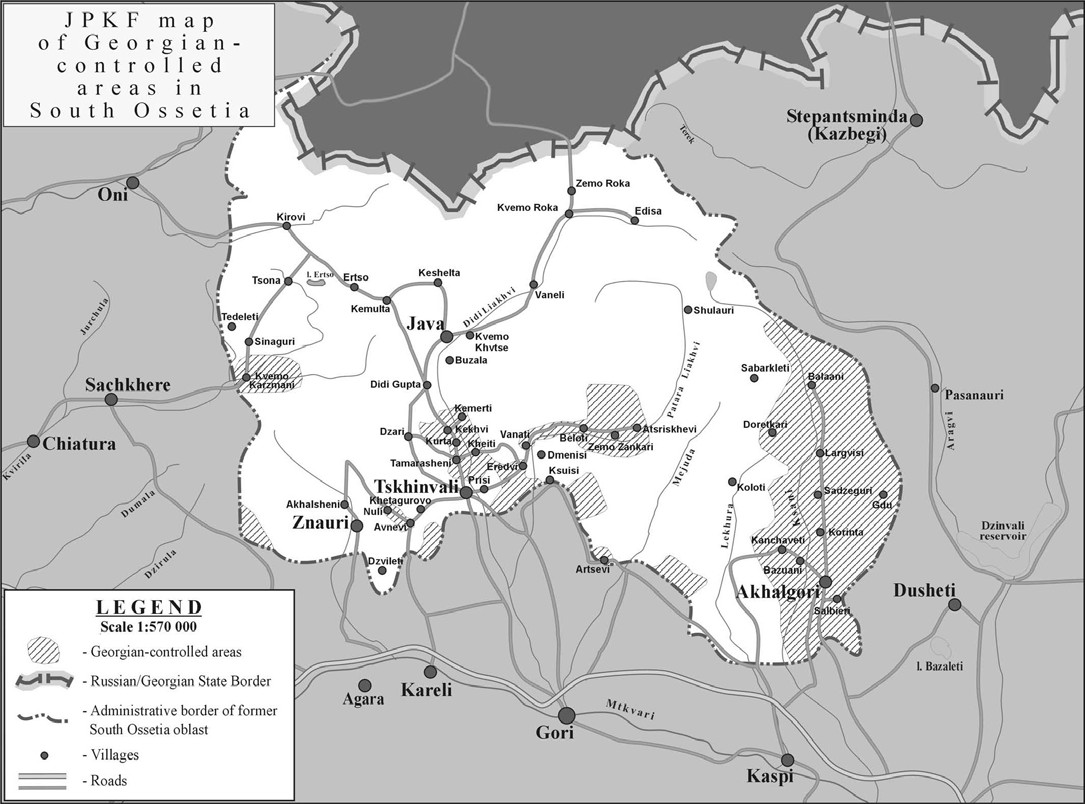
Südossetien mit Kennzeichnung der nach russischen Angaben vor August 2008 von Georgien kontrollierten Gebiete

Bereits im Mai 2008 hatte Georgien seine Streitkräfte in erhöhte Gefechtsbereitschaft versetzt, als Russland Eisenbahntruppen in die abtrünnige Region Abchasien schickte. Am 3. Juli 2008 wurde ein südossetischer Milizenführer bei Explosionen getötet, am gleichen Tag wurde ein Anschlag auf Dimitri Sanakojew, Chef der gegenüber Georgien loyalen „Gegenregierung“ in Südossetien verübt. Daraufhin kündigte die südossetische Regierung unter Juri Morosow die Generalmobilmachung an.
In der Nacht auf den 5. Juli verkündete Georgiens stellvertretender Verteidigungsminister Batu Kutelia, die georgischen Streitkräfte würden nach der Drohung Südossetiens von erhöhter Gefechtsbereitschaft in erhöhte Gefechtsbereitschaft mit Mobilisierung der Reserve und der Nationalgarde versetzt. Bis zum 7. August 2008 stationierte Georgien 12.000 Soldaten und 75 Panzer an der Grenze zu Südossetien. In Südossetien waren zu diesem Zeitpunkt etwa 1000 Soldaten russischer so genannter Friedenstruppen sowie etwa 500 weitere südossetischer Milizen stationiert.
Ab dem 3. August wurde Zchinwali evakuiert; anstatt einer Bevölkerung waren dort fortan Freiwillige, welche die „georgische Aggression“ abwehren wollten, anwesend. Die angeblich am 7. Juli von Georgien angegriffenen Dörfer Dmenis und Khetagurovo waren unberührt, aber das georgische Zuli nebenan stand tatsächlich in Flammen. Der georgische Präsident versuchte, durch einen einseitigen Waffenstillstand den begonnenen Krieg zu entschärfen. Je nach Quelle begann damals der Beschuss des später komplett zerstörten Tamarasheni, gelegen in einer georgischen Enklave an der Straße nach Zchinwali.
Am 8. August begannen georgische Truppen mit einem Vormarsch zur Besetzung Südossetiens. Georgien ordnete die Generalmobilmachung an und berichtete noch am selben Tag, bereits größere Teile Südossetiens unter seine Kontrolle gebracht zu haben. In Zchinwali kam es zu schweren Gefechten zwischen der georgischen Armee auf der einen sowie ossetischen Milizen und russischen Friedenstruppen auf der anderen Seite.
Luftlande- und Bodentruppen der russische Armee rückten mit schwerem Gerät in Südossetien ein und stoppten die georgische Offensive. Die georgischen Truppen zogen sich daraufhin wieder aus der teilweise besetzten Hauptstadt zurück und wurden wenig später vollständig aus Südossetien vertrieben.
Russlands Präsident Dmitri Medwedew drohte mit Vergeltung, nachdem russische Medien bereits am 8. August den Tod zahlreicher russischer  Friedenstruppenangehöriger gemeldet hatten. Bald darauf bombardierte die russische Luftwaffe die militärischen Stellungen in den nahegelegenen georgischen Städten Poti und Gori, wobei jedoch auch zivile Ziele getroffen wurden. Auch ein Militärflugplatz und eine Flugzeugfabrik nahe der georgischen Hauptstadt Tiflis wurden zerstört. Ferner entsandte Russland Flotteneinheiten und weitere Truppen nach Abchasien, an dessen Grenze zum georgischen Kerngebiet ebenfalls Kämpfe ausbrachen. Trotz des andauernden russischen Aufmarsches rief Georgien eine einseitige Waffenruhe aus und zog seine Truppen bis zum 10. August vollständig aus Zchinwali zurück.
Im Gegenzug verkündete der russische Präsident, dass die Kampfhandlungen bald beendet sein würden. Dennoch rückten russische Truppen auch auf georgisches Territorium außerhalb von Südossetien und Abchasien vor und zerstörten dort weiteres militärisches Gerät. Am 12. August gab Medwedew den Abschluss der Militäraktionen in Georgien bekannt.

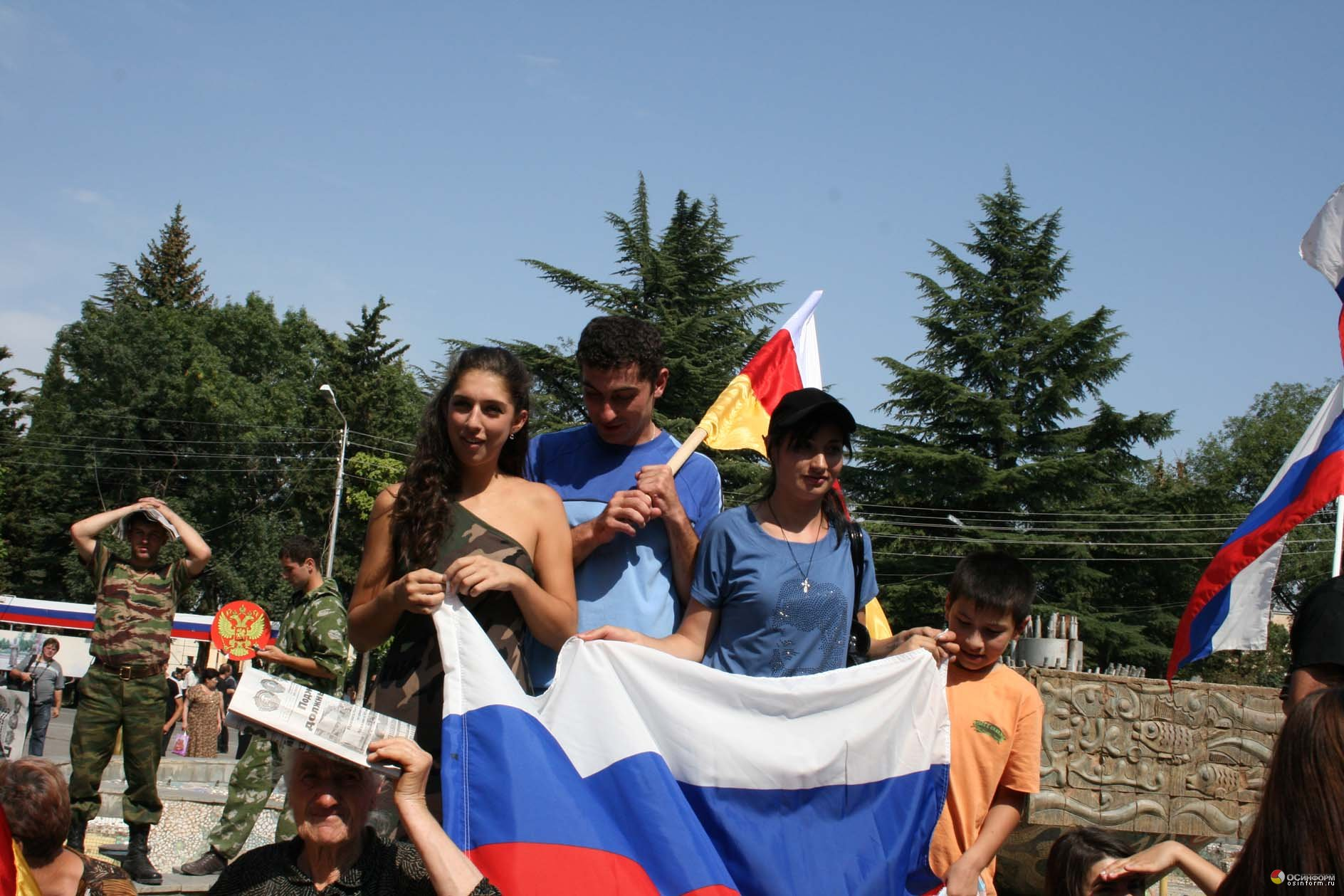
Südossetische Zivilisten feiern das Ende des Kaukasuskriegs 2008

UNOSAT dokumentierte mit hochauflösenden Satellitenbildern ab dem 22. August 2008 die Situation um die südossetische Hauptstadt Zchinwali nach dem Waffenstillstand vom 10. August 2008. Human Rights Watch interpretierte auf den Bildern zu sehende brennende Gebäude in mehreren bislang von Georgiern bewohnten Dörfern als ethnische Säuberungen. Der Zerstörungsgrad zwischen Zchinwali und Kechwi lag damals bei fünf Ortschaften zwischen 40 % und 50 %. Der Internationale Gerichtshof in Den Haag ermahnte in einem Urteil vom 15. Oktober 2008 alle Seiten zur Mäßigung im Zusammenhang der ethnischen Vertreibungen.

### Anerkennung der Unabhängigkeit

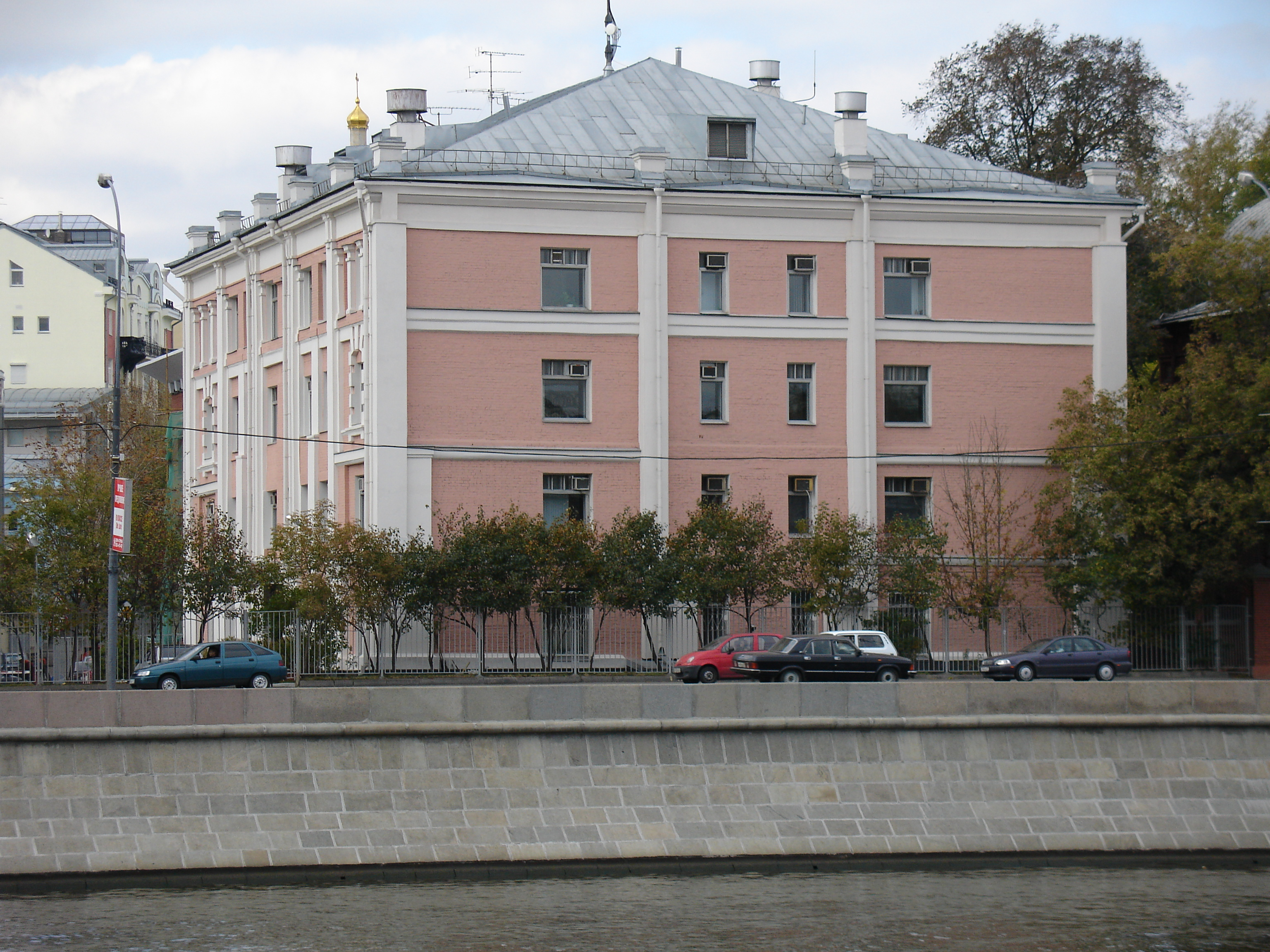
Botschaft Südossetiens in Moskau

Am 26. August 2008 erklärte der russische Präsident Medwedew in einer Fernsehansprache, er erkenne – einem Beschluss des russischen Parlaments folgend – die Unabhängigkeit Südossetiens und Abchasiens an. Russland war somit der erste Mitgliedsstaat der Vereinten Nationen, der offiziell diplomatische Beziehungen mit den beiden Gebieten aufgenommen hat. Medwedew bezeichnete seine Entscheidung als direkte Folge des vorangegangenen militärischen Konflikts, der es Südosseten und Abchasen unmöglich gemacht habe, weiterhin gemeinsam mit den Georgiern in einem Staat zu leben. Zugleich rief er andere Staaten auf, diesem Beispiel zu folgen. Neben Russland hatten zuvor bereits die ebenfalls international nicht anerkannten Republiken Abchasien, Transnistrien und Arzach die Unabhängigkeit Südossetiens anerkannt. Am 29. August 2008 erklärten der südossetische Parlamentspräsident Snaur Gassijew und andere führende Politiker Südossetiens, es sei mit Moskau eine Aufnahme ihres Gebietes in die Russische Föderation vereinbart worden, die in einigen Jahren vollzogen werden solle. Russland verneinte die Existenz einer solchen Abmachung. Der südossetische Präsident Eduard Kokoity äußerte sich am 11. September 2008 widersprüchlich zu einer beabsichtigten Angliederung seines Landes an die Russische Föderation.
Als zweites Land nach Russland erkannte Nicaragua am 5. September 2008 durch ein Präsidentendekret die Unabhängigkeit Südossetiens und Abchasiens an, nachdem Staatspräsident Daniel Ortega die Anerkennung auf einer offiziellen Veranstaltung vor der Armeeführung seines Landes am 2. September angekündigt hatte. Ein Jahr später folgten Venezuela und Nauru. Tuvalu nahm vorerst 2011 diplomatische Beziehungen zu Südossetien auf, unterzeichnete jedoch am 31. März 2014 ein Abkommen mit Georgien, in dem es dessen territoriale Integrität anerkannte. Ende Mai 2018 erweiterte sich mit Syrien die Anzahl der anerkennenden Staaten auf mittlerweile fünf. Weitere internationale Anerkennungen von Abchasien und Südossetien blieben aus.
Seit 2010 wird das Land durch den Bau von Grenzzäunen zu Georgien durch die russischen Dienste zunehmend isoliert. Russland möchte Südossetien in die Eurasische Union aufnehmen. Dazu wäre es nötig, dass Belarus, Kasachstan und Armenien die Unabhängigkeit dieser Gebiete ebenfalls anerkennen, was sie in eine offene Konfrontation mit Georgien brächte. „Deshalb hat Moskau nun den Plan ausgeheckt, die beiden Gebiete stärker zu ‚integrieren‘“, sagte Dawit Ussupaschwili im Oktober 2014, für Georgien „ein weiterer Schritt hin zur definitiven Annexion“. 2014 bekundete das Parlament in Zchinwali seine Absicht, das südossetische Volk über den Beitritt der Russischen Föderation abstimmen zu lassen. Der Plan musste jedoch verschoben werden.
Am 18. Februar 2015 wurde ein Freundschaftsabkommen unterzeichnet und am 18. März 2015 ein Bündnis- und Integrationsabkommen, welches für 25 Jahre eine „kohärente Außenpolitik“ sowie den Schutz der Grenzen durch Russland vorsieht, da dies „wichtig sei für die wirtschaftliche Entwicklung des Landes“. Das Bündnis- und Integrationsabkommen wurde am 19. Mai von der russischen Duma verabschiedet und am 24. Mai vom Föderationsrat gebilligt.

### Beitrittspläne zu Russland
Im Juni 2017 erklärte Anatoli Bibilow, Präsident des De-facto-Staates, in einem Interview mit RIA Novosti, man arbeite weiterhin am Eingliederungsvorhaben mit russischen Offiziellen, und die längst anvisierte Volksabstimmung werde früher oder später stattfinden. Dies bekräftigte er erneut am 30. März 2022 während des Wahlkampfs zur Präsidentschaftswahl am 10. April 2022. Zugleich fand die russische Invasion der Ukraine statt, in der fünf Tage zuvor Leonid Passetschnik, der Separatistenführer in der international nicht anerkannten Volksrepublik Lugansk, ein Referendum über die Vereinigung mit Russland angekündigt hatte. Die erneute Ankündigung eines Referendums wurde von politischen Analysten als bloßes Wahlkampfmanöver eingeordnet. Von russischer Seite hieß es, dass es keine Aktivitäten in dieser Hinsicht gäbe. Nach seinem Wahlsieg sprach der Oppositionskandidat Alan Gaglojew davon, dass für ein Referendum noch nicht die richtige Zeit sei. Das begründete er vor allem damit, dass Russland in der Ukraine beschäftigt sei und keine Signale der Zustimmung zu einer Aufnahme Südossetiens gegeben habe. Am 13. Mai 2022 unterzeichnete der scheidende Präsident Bibilow dennoch auf Grundlage mehrerer vom südossetischen Parlament verabschiedeter Gesetze ein Dekret, nach dem ein Referendum über den Beitritt zu Russland am 17. Juli 2022 stattfinden soll. Kreml-Sprecher Peskow wies zurück, dass Moskau an einer Annexion arbeite. Die weitere Entwicklung in dieser Sache läge allein bei der Regierung und der Bevölkerung von Südossetien. Einige Tage darauf sprach Grigori Karasin, Vorsitzender des Ausschusses für internationale Angelegenheiten des Föderationsrates, mit dem Sondergesandten des georgischen Premierministers Surab Abaschidse über das Referendum und nahm es als „größte Sorge der georgischen Partner“ zur Kenntnis. Der stellvertretende russische Außenminister Andrej Rudenko sagte, eine mögliche Annexion müsse auf Grund mehrerer Faktoren entschieden werden, nicht nur des Referendums. Zugleich billigte die russische Duma die Erleichterung einer doppelten Staatsbürgerschaft für Bewohner Südossetiens. Das für den 17. Juli 2022 geplante Referendum wurde am 30. Mai 2022 von Präsident Gaglojew abgesagt. Das russische Außenministerium begrüßte diese Entscheidung und hob hervor, dass das Referendum von Russland nicht erwünscht wäre. Die russische Regierung sei erfreut über das Verlangen nach stärkerer Integration und man wolle weitere Gespräche dazu führen, aber die aktuelle weltpolitische Situation lasse dies nicht zu.

## Politik

### Verfassung und Regierungsstrukturen
Für Südossetien gibt es zwei konkurrierende Verwaltungs- und Regierungsstrukturen, die der Republik Südossetien sowie die der gegenüber Georgien loyalen Südossetischen Provisorischen Verwaltungsentität. Seit dem August 2008 kontrolliert jedoch die von Russland gestützte Republik Südossetien die gesamte Region und übt die Souveränität über das Land aus, zuvor waren kleinere Teile des Gebiets unter Kontrolle Georgiens.
Die Republik Südossetien hat eine eigene Verfassung, die Südossetische Verfassung, eigene Verwaltungsstrukturen und ein eigenes Militär. Die politische Einordnung Südossetiens schwankt zwischen semipräsidentieller Republik und präsidentieller Republik. Es gibt mehrere größere Parteien, darunter die nationalistische Nychaz, die rechtskonservative Partei „Einheit“, die Kommunistische Partei Südossetiens und die linksliberale Volkspartei Südossetiens. Letztere vier Parteien sind auch im 34 Sitze umfassenden Südossetischen Parlament vertreten.
Staatschef der Republik war von 1993 bis 2001 der Geschichtsprofessor Ludwig Tschibirow (bis 1996 Parlamentspräsident, danach Präsident). 2002 und 2006 wurde Eduard Kokoity zum Präsidenten gewählt. Von 2008 bis 2009 war der ehemalige Präsident der russischen Bundessteuerbehörde in Nordossetien, Aslanbek Bulazew, Ministerpräsident der Republik, nachdem Kokoity das gesamte Kabinett unter dem Vorgänger Juri Morosow bereits im August 2008 entlassen hatte. Die Präsidentschaftswahlen 2011 fanden am 13. November 2011 statt, die unabhängige Kandidatin Alla Dschiojewa konnte sich dabei überraschend durchsetzen. Nachdem die Wahlen durch das Oberste Gericht Südossetiens für ungültig erklärt wurden, gab es im April 2012 Neuwahlen. In diesen wurde in einer abschließenden Stichwahl der ebenfalls unabhängige Kandidat Leonid Tibilow zum neuen Präsidenten Südossetiens gewählt, Rostislaw Chugajew wurde Premierminister. Bei den Präsidentschaftswahlen am 9. April 2017 wurde Anatoli Bibilow, der von Russland bereits bei den Präsidentschaftswahlen 2011 als Präsident Südossetiens vorgesehen war, aber überraschend an Alla Dschiojewa scheiterte, als Nachfolger von Leonid Tibilow zum Präsidenten gewählt. Gleichzeitig mit den Präsidentschaftswahlen 2017 wurde über die Umbenennung von Südossetien in Alania (Alanien) abgestimmt; dieser Vorschlag wurde mit 80 % der Stimmen angenommen und trat sofort in Kraft. Leonid Tibilow hatte sich maßgeblich für die Namensänderung eingesetzt und diese als einen wichtigen Schritt für die „Wiedervereinigung mit Nordossetien innerhalb der Russischen Föderation“ bezeichnet. Für das ohnehin angespannte Verhältnis zwischen Russland und Georgien wurde die einseitige Volksabstimmung zu einer weiteren Belastung, da die Umbenennung aus georgischer Sicht erneut die Souveränität Georgiens verletze.

### Verwaltungseinheiten
Die Republik Südossetien ist in vier Rajone (Bezirke) und eine Stadt geteilt:
| Bezirk          | Bevölkerung | Bevölkerung |
| Bezirk          | 1989        | 2002        |
| --------------- | ----------- | ----------- |
| Rajon Leningor  | 12.100      | 07.700      |
| Rajon Zchinwal  | 23.500      | 18.700      |
| Rajon Dsau      | 10.400      | 07.000      |
| Rajon Snaur     | 10.200      | 08.000      |
| Stadt Zchinwali | 42.900      |             |

### Außenpolitik
Südossetien unterhält nach eigenen Angaben diplomatische Beziehungen mit Russland, Nicaragua, Venezuela, Nauru, Tuvalu sowie mit Abchasien und Transnistrien. Botschaften betreibt das Land in Russland und Abchasien, des Weiteren existiert eine diplomatische Vertretung in der abtrünnigen Moldauregion Transnistrien. Der Präsident Anatoli Bibilow der abtrünnigen Region entsandte im März 2022 südossetische Truppen zum russischen Krieg in der Ukraine; dort kam es zu einer Massenmeuterei von 300 südossetischen Soldaten und Bibilow wurde bei den folgenden Wahlen im Mai 2022 abgewählt.

### Umfrage unter ethnischen Osseten
Unabhängige Studien der University of Colorado Boulder haben 2015 ergeben, dass eine Mehrheit von über 80 % der Bewohner Südossetiens einen Beitritt zur Russischen Föderation wünscht und die aktuelle Unabhängigkeit nur als Zwischenschritt dazu sieht. Weniger als 20 % wünschen sich eine dauerhafte Unabhängigkeit des Landes. Eine Wiedervereinigung mit Georgien unterstützten der Studie zufolge weniger als ein Prozent, es wurden jedoch ausschließlich ethnische Osseten befragt. Drei Viertel der Bevölkerung unterstützen einen dauerhaften Verbleib der russischen Truppen im Land.

## Infrastruktur

### Straßennetz
Das südossetische Straßennetz spiegelt die lange Zeit der engen Verbindungen mit Georgien wider. So sind in vielen Gebieten des Landes (so etwa im Ksanital) die Straßenverbindungen ins georgische Kernland besser als die in die Hauptstadt Zchinwali oder andere Teile Südossetiens. Einige Orte sind auf größeren Straßen ausschließlich über georgisches Kerngebiet zu erreichen (z. B. die Orte im Kwirilital im Westen Südossetiens). Erst seit Eröffnung des Roki-Tunnels im Jahre 1984 besteht eine direkte Verkehrsverbindung nach Russland. Als Transitland im Nord-Süd-Verkehr hatte und hat Südossetien, nicht zuletzt wegen der anhaltenden Konfliktsituation, geringe bis keine Bedeutung.

### Eisenbahn
Südossetien verfügt über kein eigenes Eisenbahnnetz. In der Hauptstadt Zchinwali endet eine Bahnstrecke aus dem georgischen Gori, auf der seit Jahren kein Verkehr mehr stattfindet. Jedoch gibt es Pläne, Zchinwali an das Netz der Russischen Eisenbahnen anzubinden. Hierzu wäre eine 149 km lange, gänzlich neue Strecke von Zchinwali nach Wladikawkas in Nordossetien mit vier Tunneln zu bauen.

### Gasversorgung
Nach dem Krieg im August 2008 wurde der Gastransport vom georgischen Kernland nach Südossetien eingestellt. Russland kritisierte das Vorgehen Georgiens mit dem Hinweis, dass Russland selbst während des Kriegs seine Gaslieferungen nach Georgien aufrechterhalten habe. Seitens des russischen Staatsunternehmens Gazprom wurden daraufhin Anstrengungen unternommen, eine neue Gasleitung vom russischen Wladikawkas in Nordossetien nach Südossetien zu bauen, um diese Region vom georgischen Kernland unabhängig mit Gas beliefern zu können. Die neue 162,3 Kilometer lange Leitung, deren Aufbau 15 Milliarden Rubel (476 Millionen US-Dollar) kostete, wurde 2009 geöffnet. Sie wird durch die Gazprom-Tochtergesellschaft Gazprom Transgaz Stavropol betrieben.

## Wirtschaft
Südossetiens wichtigste Wirtschaftsfaktoren sind der Anbau von Getreide, Obst und Wein sowie der Gütertransport nach Russland. Währung ist der Russische Rubel. Die Ereignisse seit den 1990er-Jahren haben die Region wirtschaftlich stark geschwächt, so dass die Region bis heute eine hohe Arbeitslosenquote hat und das Produktionsniveau der lokalen Industrie weit unter dem Wert von 1989 liegt. In den letzten Jahren hat sich die wirtschaftliche Lage, auch durch russische Finanzhilfen, etwas verbessert. Laut der russischen oppositionellen Zeitung Nowaja gaseta sind „über 70 Prozent der Beschäftigten“ im öffentlichen Dienst der Republik tätig. Die übrigen „30 Prozent sind Taxifahrer und Kleinunternehmer, die mit Produkten aus Russland und Georgien handeln.“

### Transithandel
Südossetien ist ein wichtiger Marktplatz für den Transithandel von Gütern von Georgien nach Russland geworden. Am Roki-Tunnel, der die Grenze zu Russland bildet, werden lediglich 3 % Zoll erhoben, während es sonst an der georgisch-russischen Grenze 25 % sind.

### Finanzhilfen aus dem Ausland
Die Europäische Union finanzierte zwischen 1998 und 2008 verschiedene Projekte zum Wiederaufbau und zur Verbesserung der Infrastruktur in Südossetien. Nach dem Krieg 2008, der umfangreiche Zerstörungen mit sich brachte, begann Russland mit dem Transfer größerer Summen zum Zwecke des Wiederaufbaus. Von August 2008 bis Mai 2010 sind nach Angaben der russischen Regierung mehr als 26 Milliarden Rubel (etwa 700 Millionen Euro) russischer Finanzhilfe nach Südossetien geflossen.

### Tourismus
Der Tourismus ist in Südossetien bislang nicht entwickelt, insbesondere gibt es kaum ausländische Gäste. Jedoch wurde ein staatliches Unternehmen zur Förderung des Tourismus in Südossetien eingerichtet, welches 15 Mitarbeiter hat und individuelle touristische Exkursionen anbietet. Gemäß der Aussage der Leiterin des staatlichen Unternehmens, Eleonora Bedojewa, zählt die Entwicklung der Tourismusindustrie zu den „strategischen Zielen der wirtschaftlichen Entwicklung“ der Republik.
Die Einreise nach Südossetien aus Georgien ist – jenseits des kleinen Grenzverkehrs – nicht möglich. Die Einreise nach Südossetien aus der Russischen Föderation ist zwar – ein russisches Mehrfachvisum vorausgesetzt – problemlos möglich, wird von Georgien jedoch als illegaler Grenzübertritt betrachtet und mit Buße oder Haft bis zu 5 Jahren geahndet. Zwar besteht für Südossetien de facto keine Visumpflicht und es existiert kein südossetischer Stempel beim Grenzübertritt, jedoch kann der Aufenthalt in Südossetien durch die Stempel der Grenzwache der Russischen Föderation bei der Ein- und Wiederausreise nachgewiesen werden.